# 栄町循環バス
栄町循環バス（さかえまちじゅんかんバス）は、千葉県印旛郡栄町のコミュニティバス。愛称はドラムバス。京成タクシーイーストが受託している。

## 現行路線

### 安食循環ルート
- 安食駅 - 役場前 - 矢口神明 - 竜角寺台コミュニティーホール - （風土記の丘資料館前） - 酒直台2丁目 - 役場前 - 安食駅

→方向が右回り、←方向が左回り。

日曜日及び祝日・年末年始運休。

### 布鎌循環ルート
- 安食駅 - 役場前 - JA西印旛農協前 - 和田 - 小林駅 - 惣社水神社入口 - JA西印旛農協前 - 役場前 - 安食駅

→方向が右回り（午前3便および最終便運転）、←方向が左回り（午後3便運転）。

休日・年末年始運休。

## 運賃
100円。（就学前児童、障害者手帳保持者は無料）
また、11回分1000円の回数券もある。